# Шёнебергская ратуша

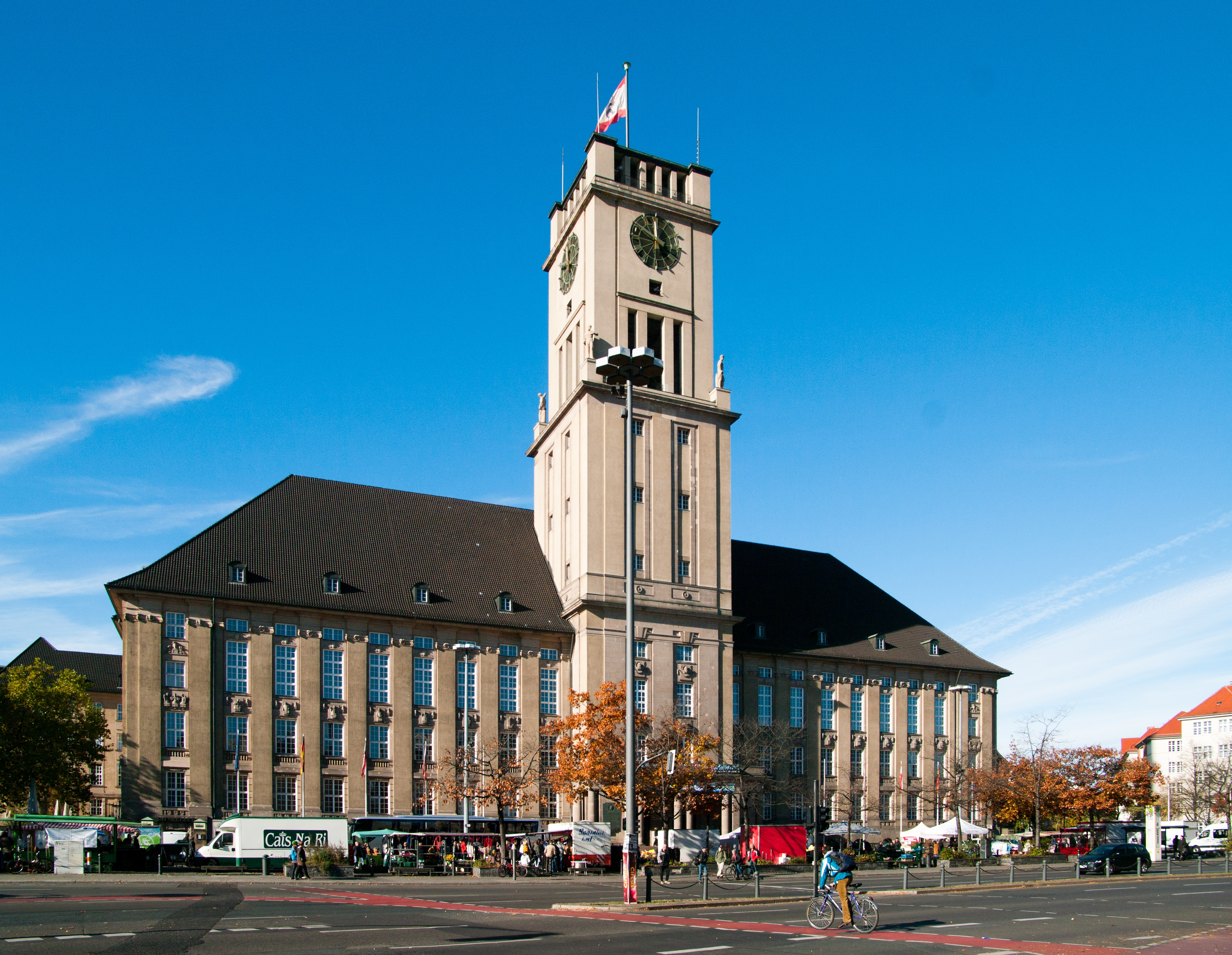
Шёнебергская ратуша

Шёнебергская ратуша (нем. Rathaus Schöneberg) — ратуша в берлинском округе Темпельхоф-Шёнеберг. С 1945 по 1993 годы здесь проходили заседания законодательного органа Западного Берлина — Собрания депутатов, с 1949 по 1991 годы в Шёнебергской ратуше находился кабинет правящего бургомистра Западного Берлина. С момента возведения в 1914 году и до административной реформы 2001 года в Шёнебергской ратуше работала администрация района Шёнеберг.
С Шёнебергской ратушей связано несколько исторических событий периода холодной войны, когда Берлин разделяла Берлинская стена. В 1963 году на площади перед Шёнебергской ратушей со своей знаменитой речью «Я — берлинец» выступил президент США Джон Ф. Кеннеди. В 1967 году у Шёнебергской ратуши начались студенческие демонстрации протеста против визита в Берлин шаха Ирана Мохаммада Резы Пехлеви, закончившиеся смертью Бенно Онезорга.
Отличительной чертой здания Шёнебергской ратуши, выполненного из песчаника, является башня высотой 70 м, над которой развевается флаг Берлина. Фасад здания украшен рельефами. Интерьеры выполнены в типичном стиле начала XX века и не раз использовались для съёмок художественных фильмов об этой эпохе. Во Вторую мировую войну на здание упало несколько бомб. Восстановление башни и повреждённых интерьеров было проведено в упрощённом виде.

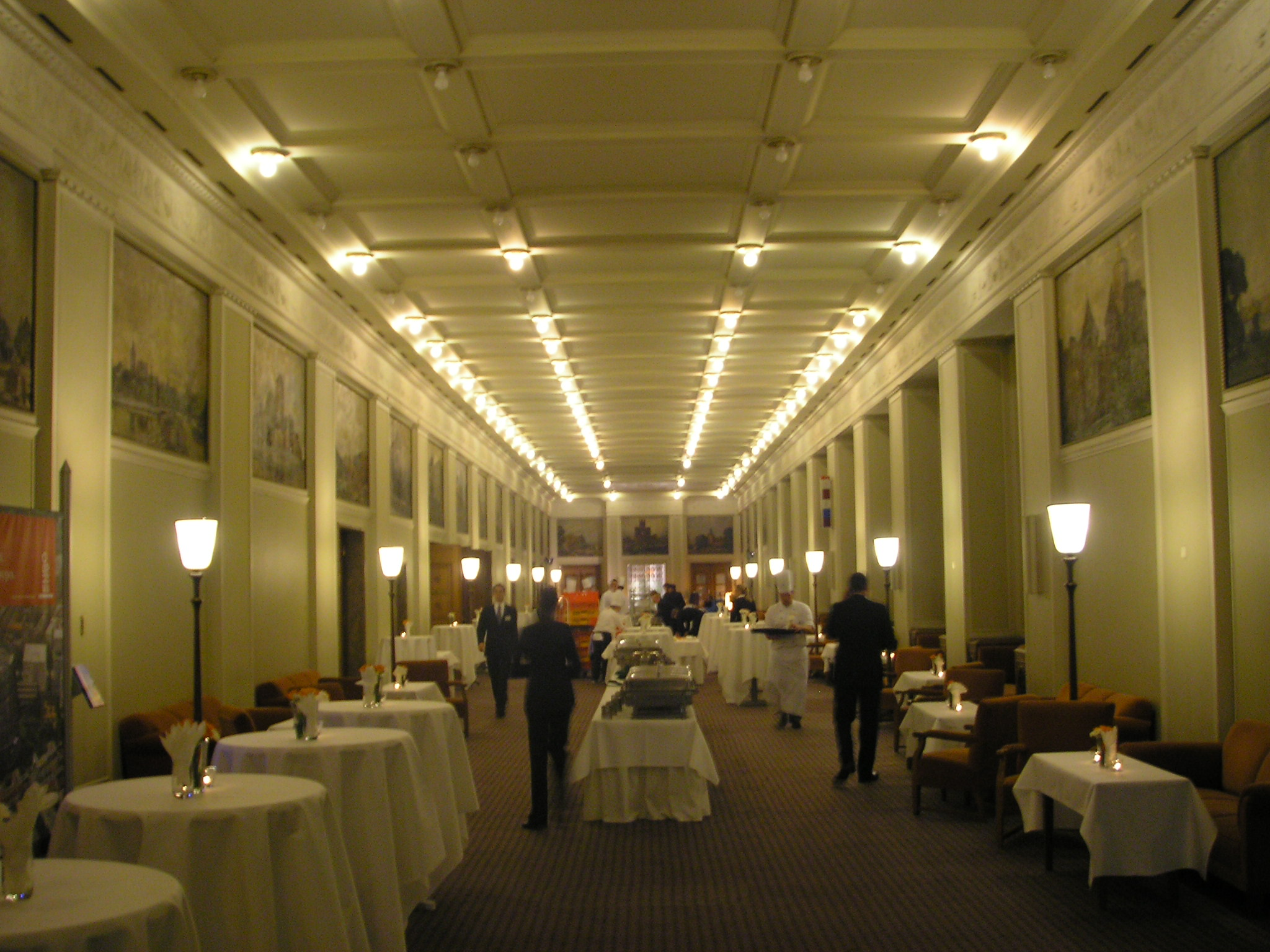
Бранденбургский зал
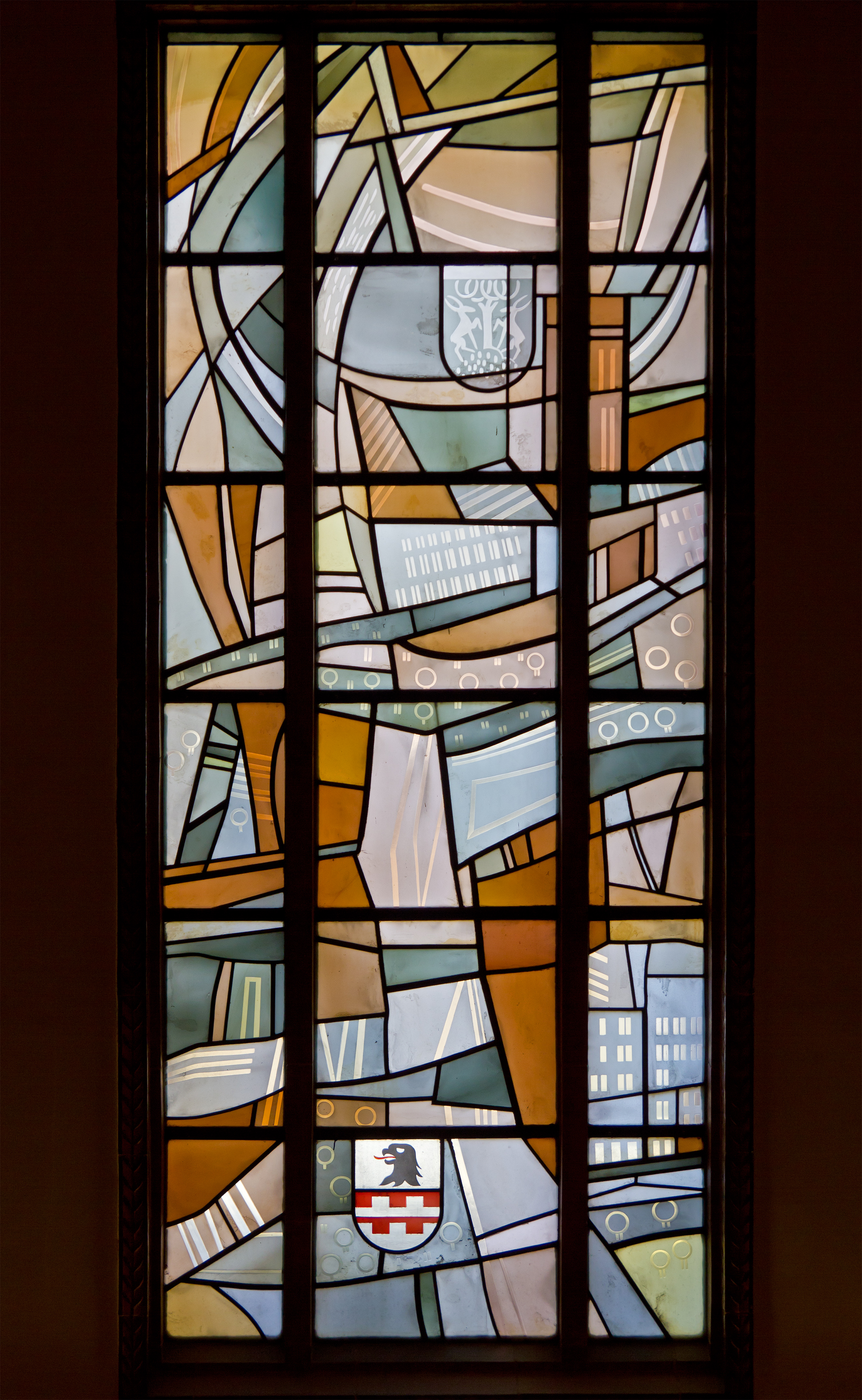
Витраж в парадном холле
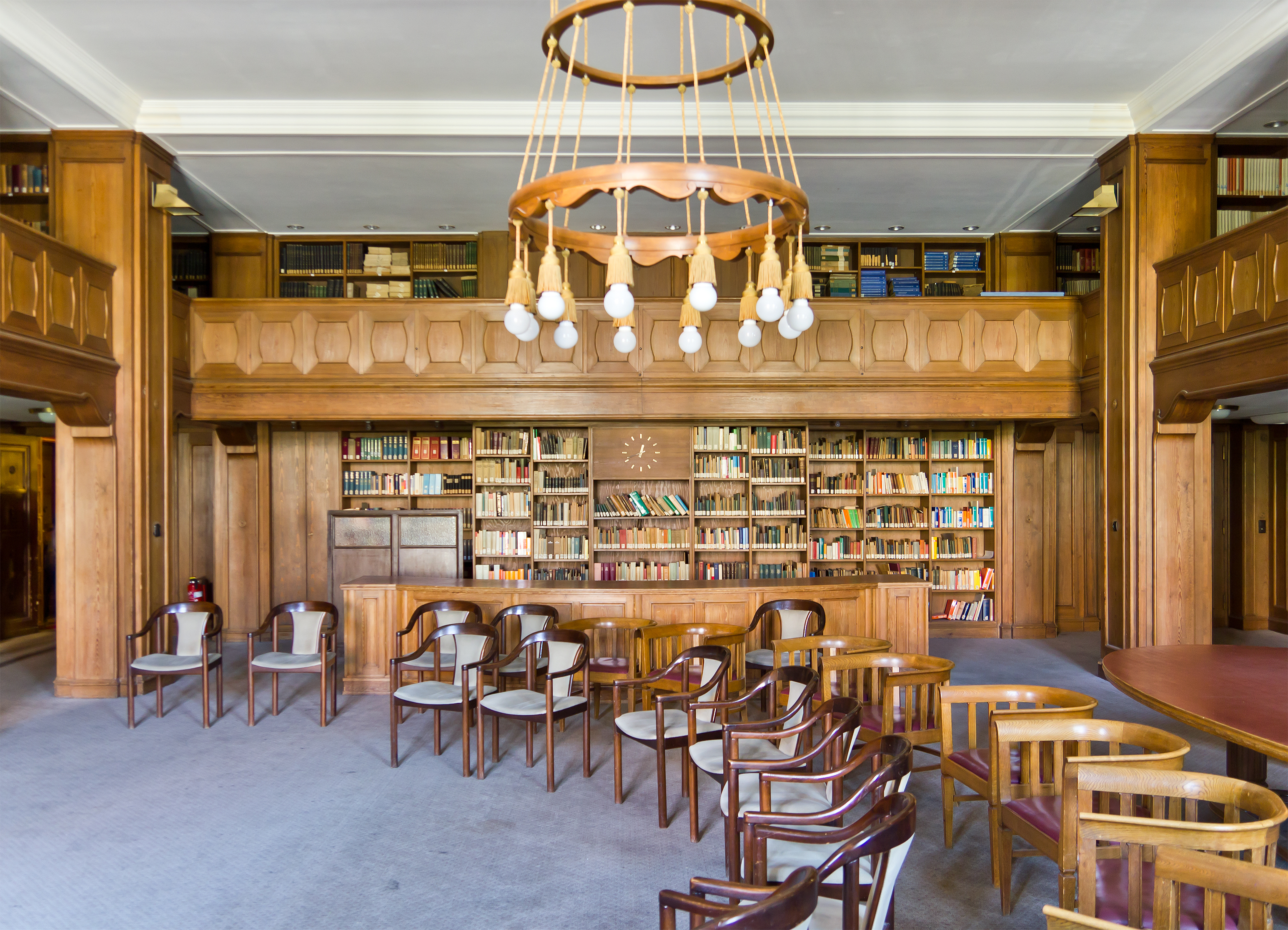
Библиотека
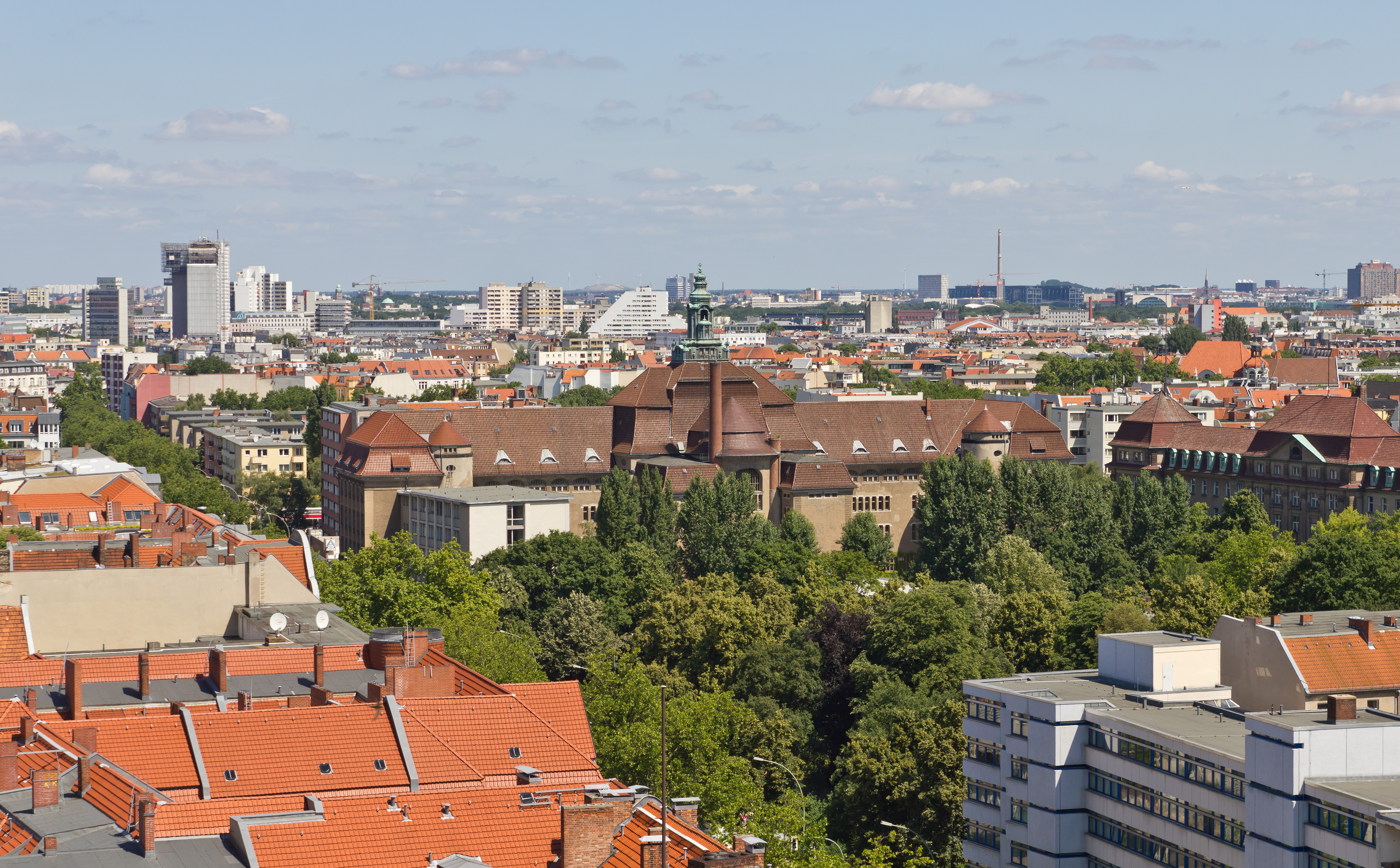
Вид на Шёнеберг с башни ратуши